# Agassiziella albidivisa
Agassiziella albidivisa là một loài bướm đêm trong họ Crambidae.